# Boulangerie (place Henri-Krasucki)
La boulangerie-pâtisserie place Henri-Krasucki est une boulangerie située dans le 20e arrondissement de Paris en France dont la devanture, datant de 1910, est inscrite au titre des monuments historiques depuis 1984,.

## Localisation
La boulangerie est située au 43 rue des Envierges et 71 rue de la Mare, dans le 20e arrondissement de Paris. Elle donne sur la place Henri-Krasucki.
Ce site est desservi par les stations de métro 11 Jourdain et Pyrénées.

## Historique
La devanture de la boulangerie se distingue par six médaillons placés symétriquement de part et d'autre de l'entrée. 
- Quatre plaques émaillées issues de l'atelier Michel, arborant des paysages en médaillons et ornées d'arabesques de style Art nouveau. Ces décorations s'inspirent du thème des saisons, et évoquent le style du peintre Puvis de Chavannes pour la palette de tons, les personnages ou encore le décor.
  - Printemps : le moulin sur la rivière
  - Été : la moisson des blés (couple de faucheurs)
  - Automne : les foins (deux glaneuses)
  - Hiver : le moulin à vent sous la neige.
- Deux plaques inscrites contenant :
  - rue des Envierges : « Croissants / Brioches au beurre »
  - rue de la Mare : « Viennoiserie / Pains spéciaux »

La devanture du magasin a été refaite vers 1986 et les peintures fixées sous verre restaurées. 
La devanture fait l'objet d'une inscription au titre des monuments historiques depuis le 23 mai 1984. La boulangerie bénéficie également du label « patrimoine du XXe siècle ».